# Hygrophorus hypothejus
Hygrophorus  hypothejus (Elias Magnus Fries, 1818 ex Elias Magnus Fries, 1838) din încrengătura Basidiomycota, în familia Hygrophoraceae și de genul Hygrophorus este o specie pe alocuri frecventă și abundentă de ciuperci comestibile care coabitează, fiind un simbiont micoriza (formează micorize pe rădăcinile arborilor). O denumire populară nu este cunoscută. Buretele se dezvoltă în România, Basarabia și Bucovina de Nord de la câmpie la munte preferat pe sol umed, neutru și nisipos, în păduri de conifere precum la marginea lor numai sub pini, crescând mereu în grupuri mai mari. Timpul apariției este din (septembrie/octombrie) noiembrie până iarna târziu, apărând uneori de abia la o temperatură de -5° Celsius.

## Taxonomie

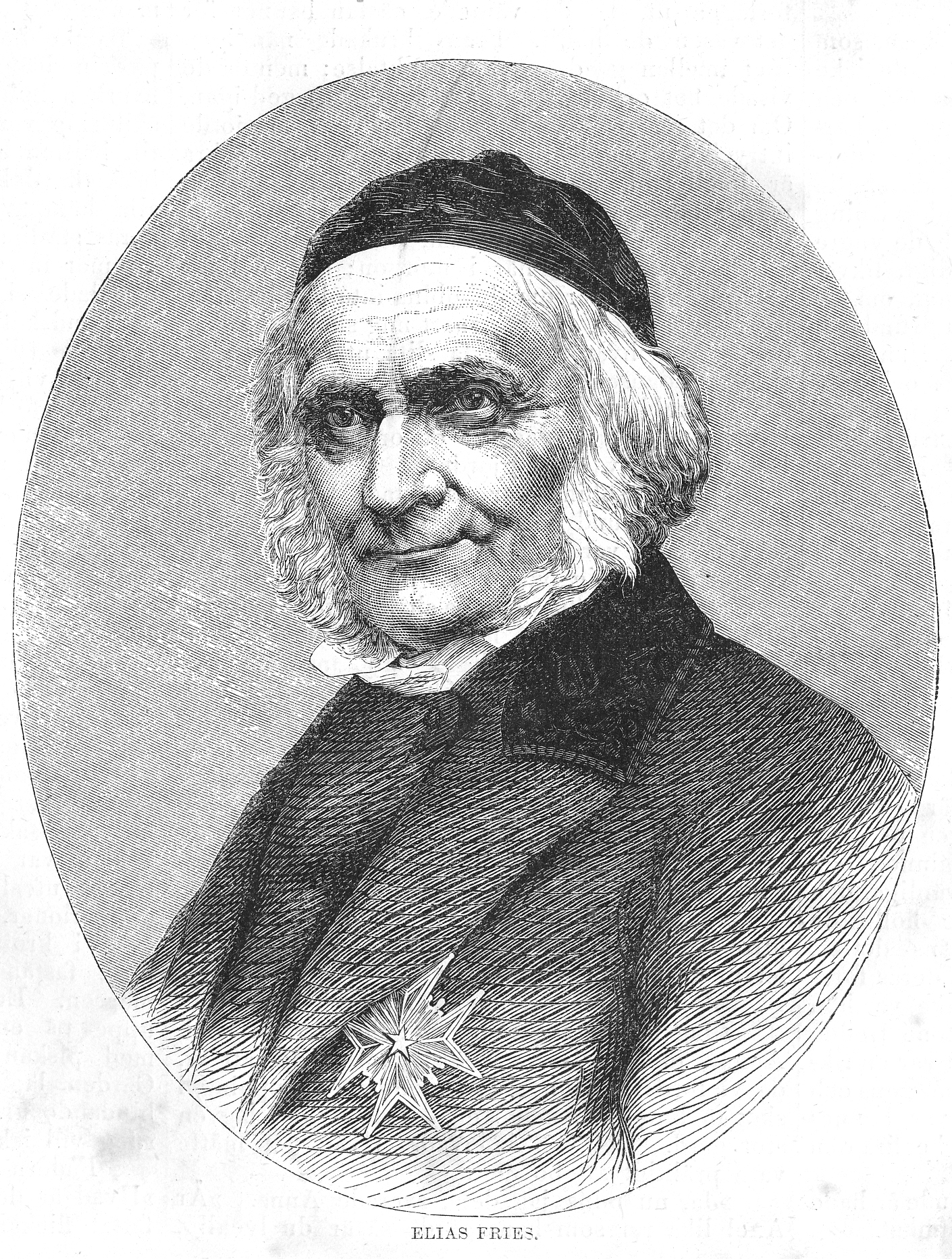
Elias M. Fries

Numele binomial hotărât este Agaricus hypothejus, determinat de faimosul savant suedez Elias Magnus Fries în volumul 2 al operei sale Observationes mycologicae din 1818. Apoi, în 1838, Fries însuși a transferat specia la genul Hygrophorus sub păstrarea epitetului, de verificat în cartea sa Epicrisis systematis mycologici, seu synopsis hymenomycetum, fiind și numele curent valabil (2023).
Sinonim obligatoriu este Limacium hypothejum, creat de micologul german Paul Kummer în 1871, bazând pe descrierea lui Fries. Toate celelalte încercări de redenumire precum variațiile descrise sunt și ele acceptate drept sinonime. 
Epitetul specific este derivat probabil de la cuvântul „hipotonie” în sensul biologiei (nu al medicinei) care se referă la tonicitatea (descrie diferența de presiune osmotică a două soluții). Soluția hipotonică are o presiune osmotică mai mică decât mediul de comparație, astfel că în acest caz celulele nu pot fi distruse pe timp geros.

## Descriere

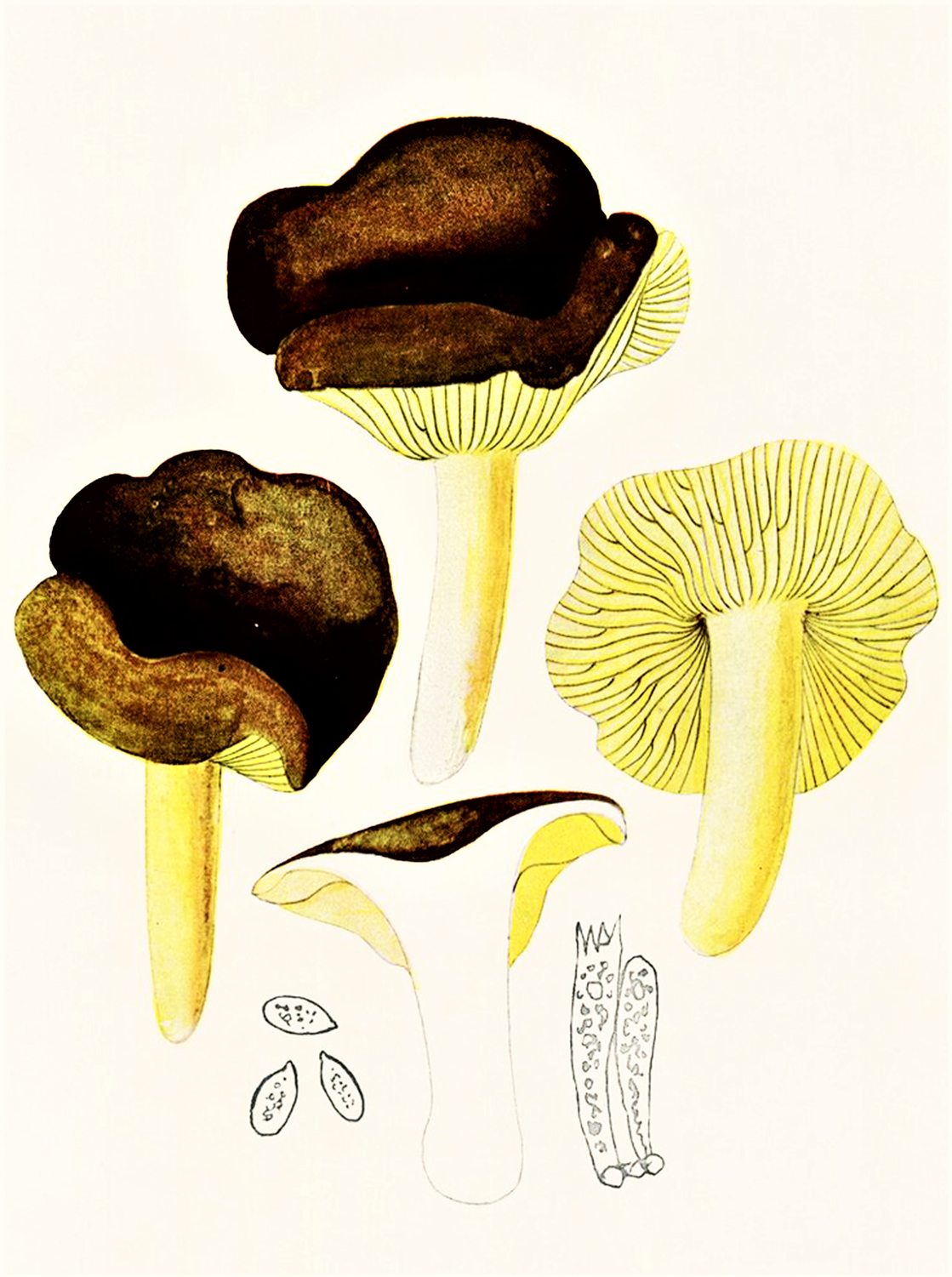
Bres.: Hygrophorus hypothejus

- Pălăria: destul de moale și nu prea cărnoasă cu un diametru de 3-7 (9) cm este inițial emisferică cu marginea răsucită spre inferior pentru timp lung și adesea cu o cocoașă nu prea accentuată, apoi convexă, aplatizându-se odată cu vârsta, foarte des cu o depresiune centrală. Cuticula netedă cu fibre radiale încarnate, numai puțin pronunțate, este unsuroasă, având deasupra un mucilagiu puternic, dar când este cald și însorit numai slab lipicioasă și mată. Coloritul variază depinde de variație: el poate fi gălbui, galben-maroniu, gri-brun, brun-măsliniu, chiar brun-negricios, marginea fiind de obicei mai deschisă la culoare decât regiunea centrală.
- Lamelele: oarecum elastice, destul de groase, distanțate, cu lameluțe intercalate de lungime diferită și bifurcate sunt atașate față de picior atât de tip adnate, cât și decurente sau semi-decurente, de asemenea, nu rar lăcrimând albicios. Coloritul este la început alb, devenind apoi gălbui până la galben-portocaliu. Muchiile de aceiași culoare sunt netede.
- Piciorul: destul de subțire și ceva elastic cu o lungime de 3-6 (8) cm și o lățime de 0,4-1 (1,5) cm este cilindric, spre bază subțiat, nu rar casabil, mai ales în cazul exemplarelor care au crescut în  mușchi unde se păstrează o umiditate mai ridicată, fiind plin pe dinăuntru. Suprafața flocos-fibroasă cu un strat cleios de diferite grosimi are un colorit de obicei galben-deschis, căpătând cu timpul adesea nuanțe portocaliu-roșiatice. Nu poartă un inel, doar în stadiu tânăr prezintă o zonă inelară slinoasă asupra cărei este uscată.
- Carnea: destul de moale este albicioasă până galben palid și sub cuticulă portocaliu-roșiatică, de asemenea, vizibilă în zone unde a fost lovită sau ronțăită. Mirosul este plăcut de ciuperci și mai mult sau mai puțin fructuos, iar gustul blând și dulcișor.[3][4]
- Caracteristici microscopice: are spori netezi, hialini (translucizi, neamilozi, elipsoidali până la sub-cilindrici, cu o mărime de 7 (8) x 4-5 (6) microni. Pulberea lor este albă. Basidiile clavate îngust cu 4 sterigme fiecare au o dimensiune de (40) 55-60 x 8-10 microni. Pileipellis (cuticula), un ixo-trichoderm de până la 450 µm grosime, este alcătuită din hife subțiri, cilindrice, ramificate, împletite complicat în partea inferioară, dar împletite lejer și în principal erecte deasupra, având o lățime de 3-5,5(-7) µm și elemente terminale de 60-130 x 3-5 µm, cu un pigment intracelular măsliniu pal în plus față de niște hife incrustate fin. Himenoforul tramei este bilateral, format din elemente scurte, cilindrice spre puternic umflate cu o dimensiune de 35-120 x 5-18 microni. Coaja tijei este dominată de o ixocutis de până la 60 µm grosime, constând din hife gelatinizate, pocăite, de 2,5-6 µm lățime, pe alocuri însă ascendente până erecte, formând un ixo-trichoderm împletit lejer de până la 200 µm grosime, spre vârful tijei cu fascicule de hife libere, erecte de până la 250 µm lungime, și de 1,5-5 µm lățime. Conexiuni cu cleme sunt frecvente, în straturile corticale adesea cu cleme medalion. Cistidele (elemente sterile situate în stratul himenal sau printre celulele din pielița pălăriei și a piciorului, probabil cu rol de excreție) lipsesc.[9][10]
- Reacții chimice: nu sunt cunoscute.[11]

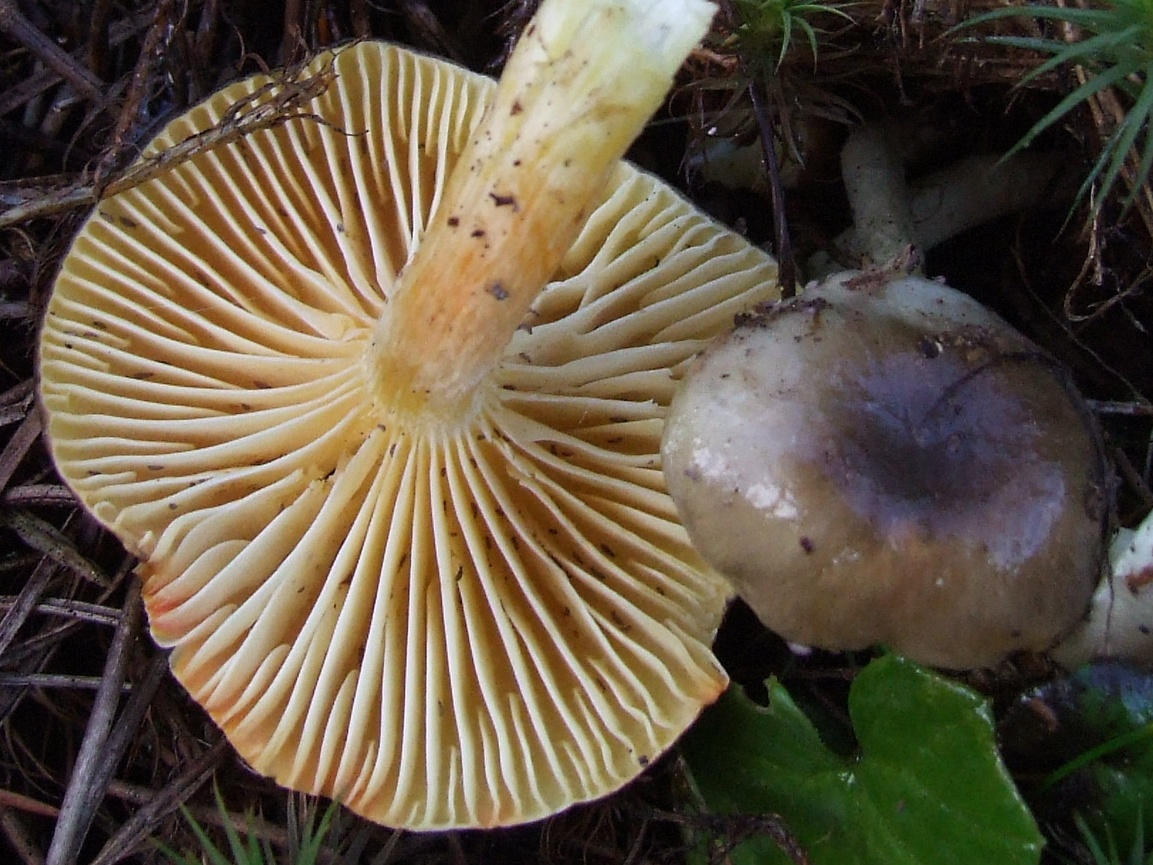
H. hypothejus, lamele pălărie și picior
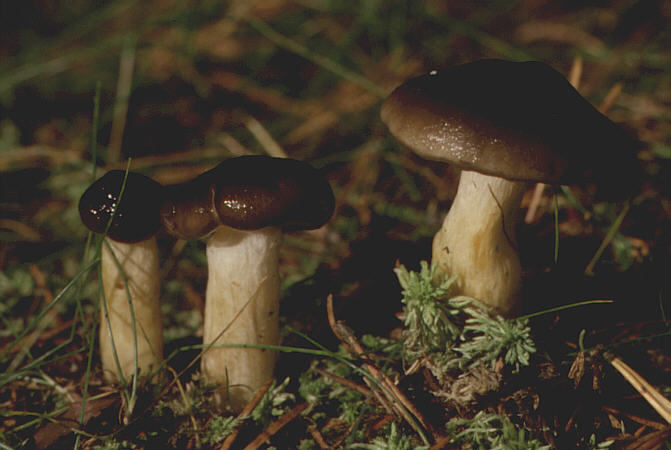
H. hypothejus tineri
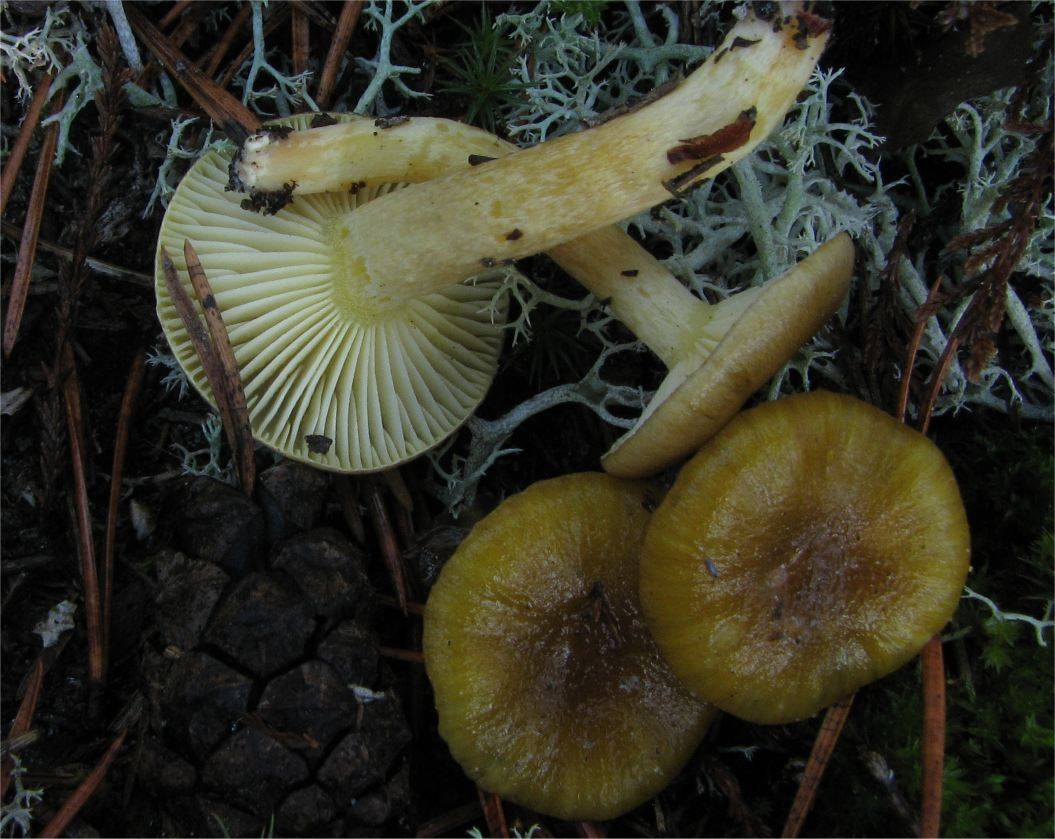
H. hypothejus mai bătrâni
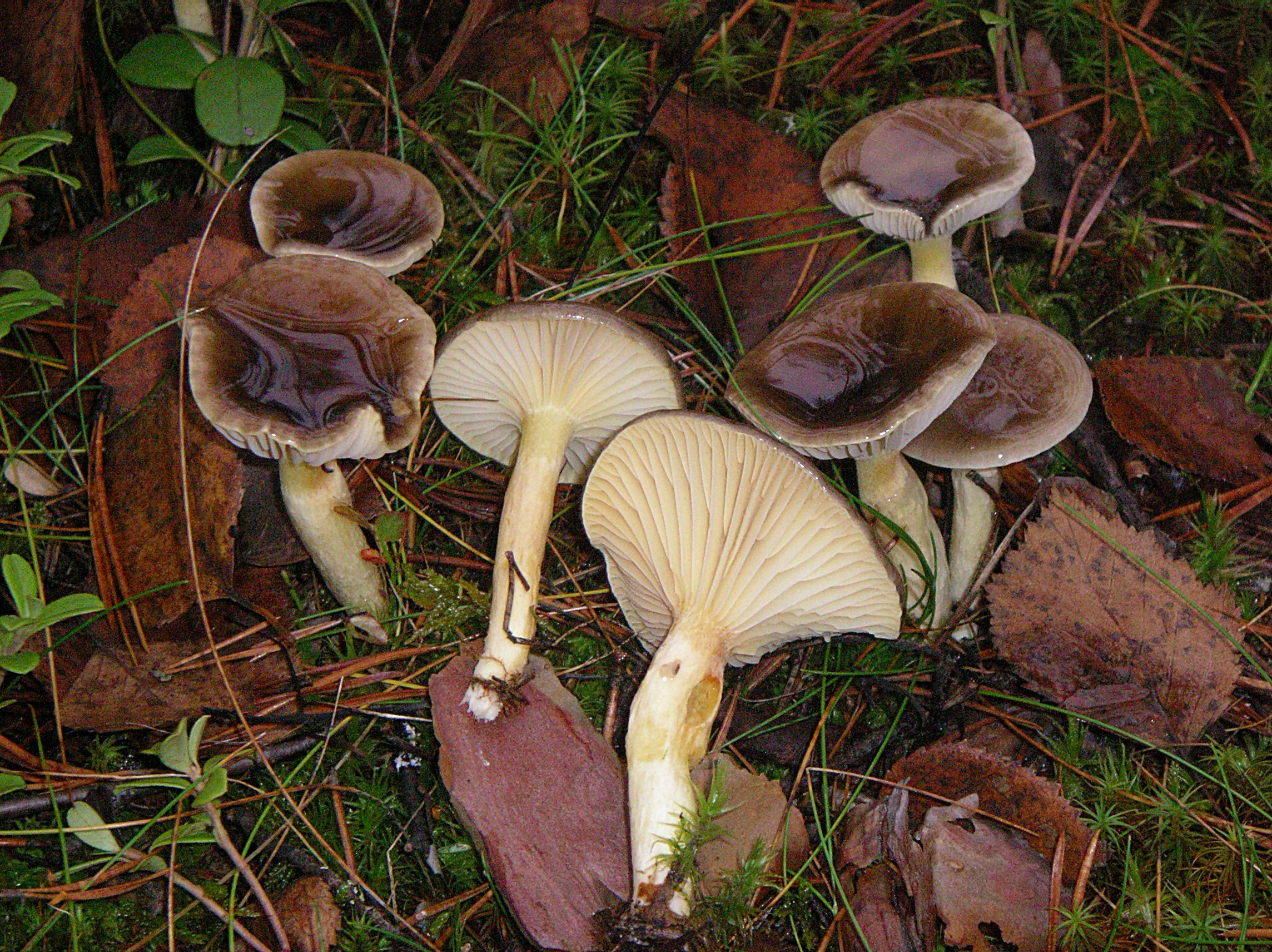
H. hypothejus, grup
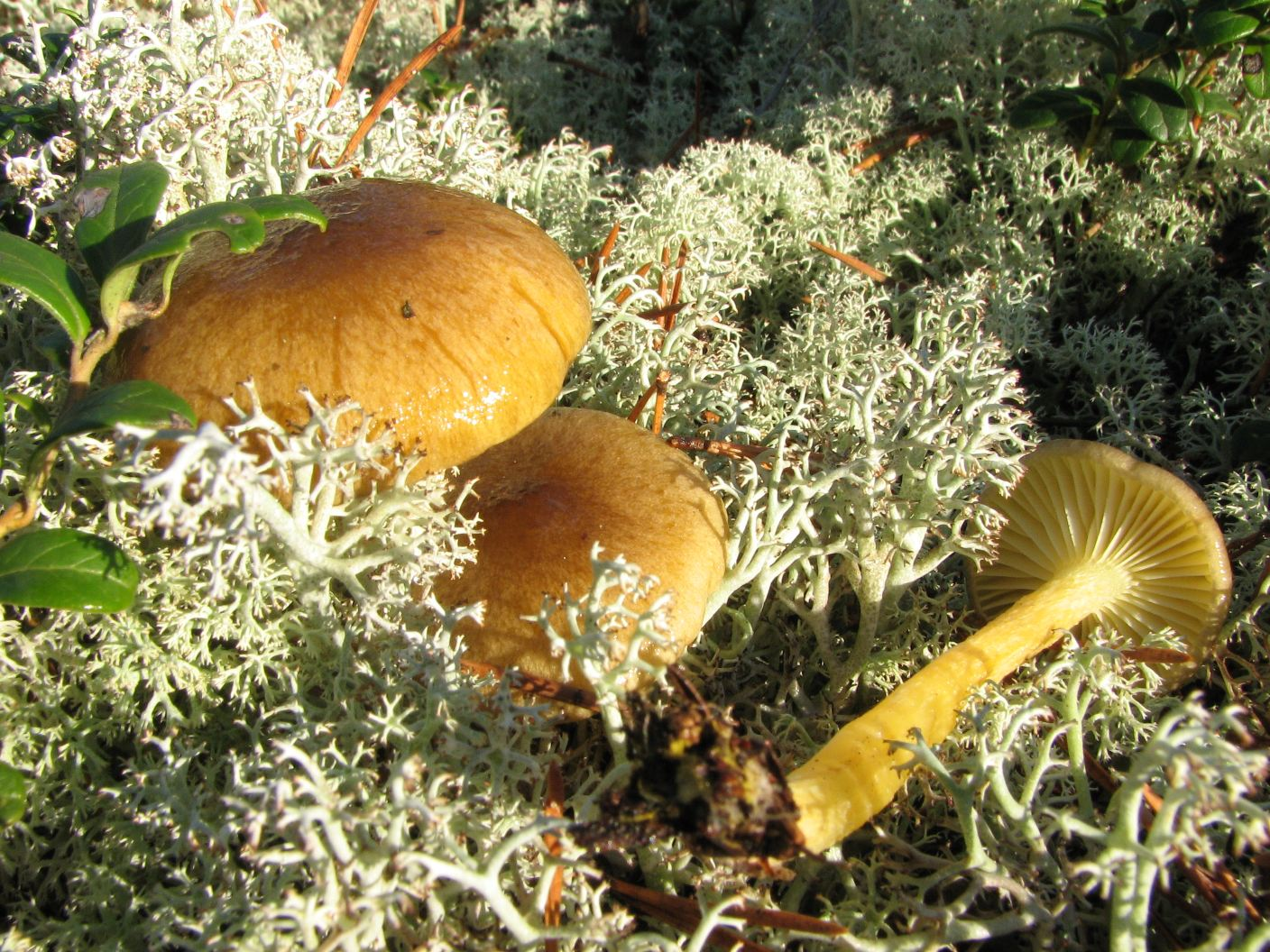
H. hypothejus, variația aureus

## Confuzii
În mod general, Hygrophorus hypotejus poate fi confundat cu ciuperci comestibile și mai mult sau mai puțin savuroase aceleiași specii cum ar fi: Hygrophorus agathosmus (comestibil), Hygrophorus arbustivus (comestibil), Hygrophorus camarophyllus (comestibil), Hygrophorus discoideus (comestibil), Hygrophorus fulgineus (comestibil), Hygrophorus gliocyclus (comestibil), Hygrophorus hedrychii (comestibil, se dezvoltă sub mesteceni, fără miros și gust specific), 'Hygrophorus latitabundus (comestibil), Hygrophorus ligatus (comestibil, se dezvoltă sub molizi, fără miros sau gust specific) Hygrophorus lucorum (comestibil), Hygrophorus nemoreus (comestibil), pălărie mai închisă, cuticula uscând repede, fără miros sau gust specific), Hygrophorus olivaceoalbus (comestibil), Hygrophorus penarius comestibil, se dezvoltă tot sub fagi dar și sub stejari, mai gălbui) Hygrophorus piceae (comestibil, se dezvoltă în păduri de molizi pe mușchi, fără miros, cu gust plăcut), Hygrophorus pudorinus (comestibil, de valoare culinară foarte scăzută), Hygrophorus pustulatus (comestibil), Hygrophorus speciosus (comestibil) sau Neohygrocybe ovina sin. Hygrocybe ovina (necomestibilă).

## Specii asemănătoare în imagini

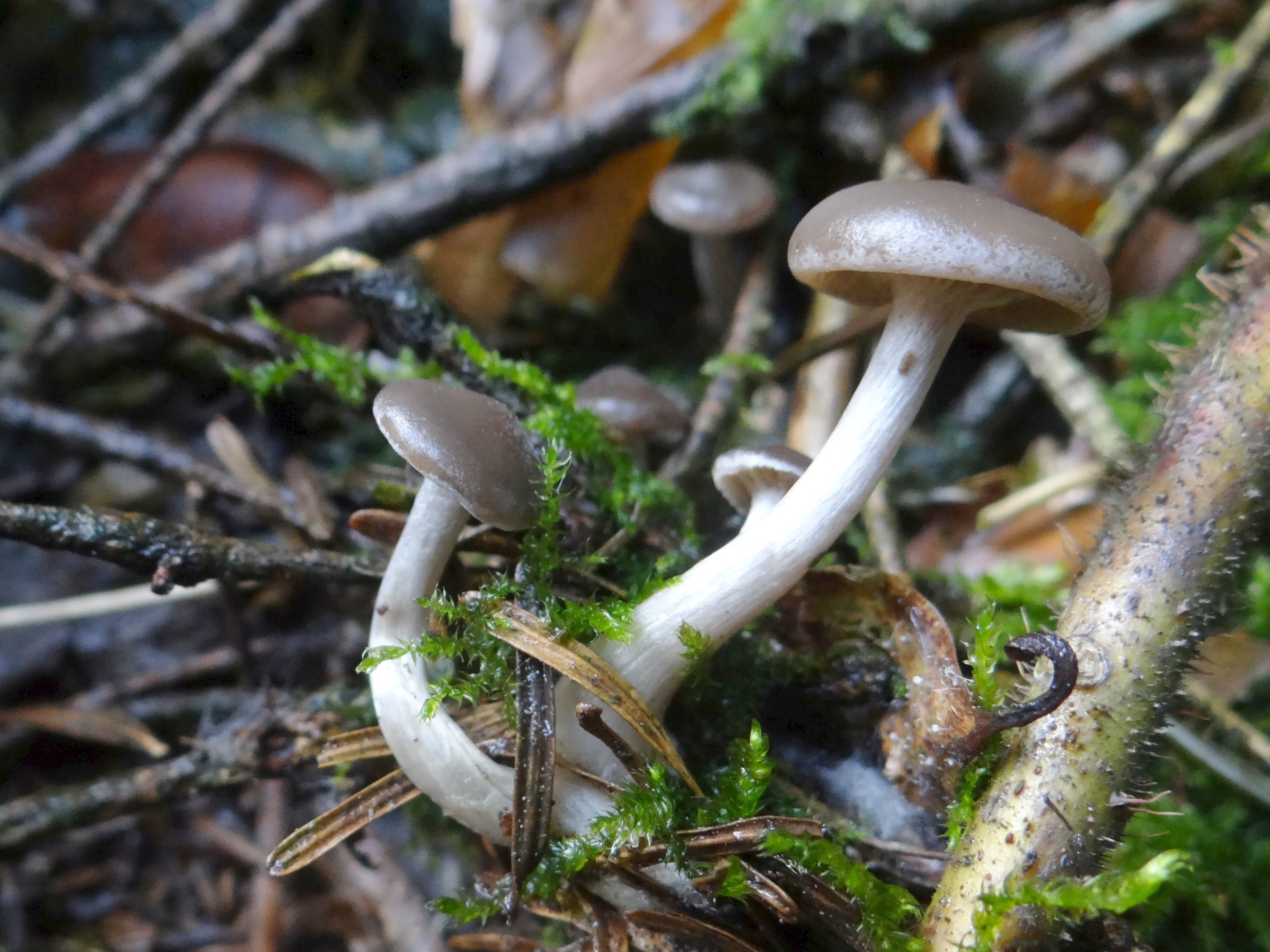
Hygrophorus agathosmus
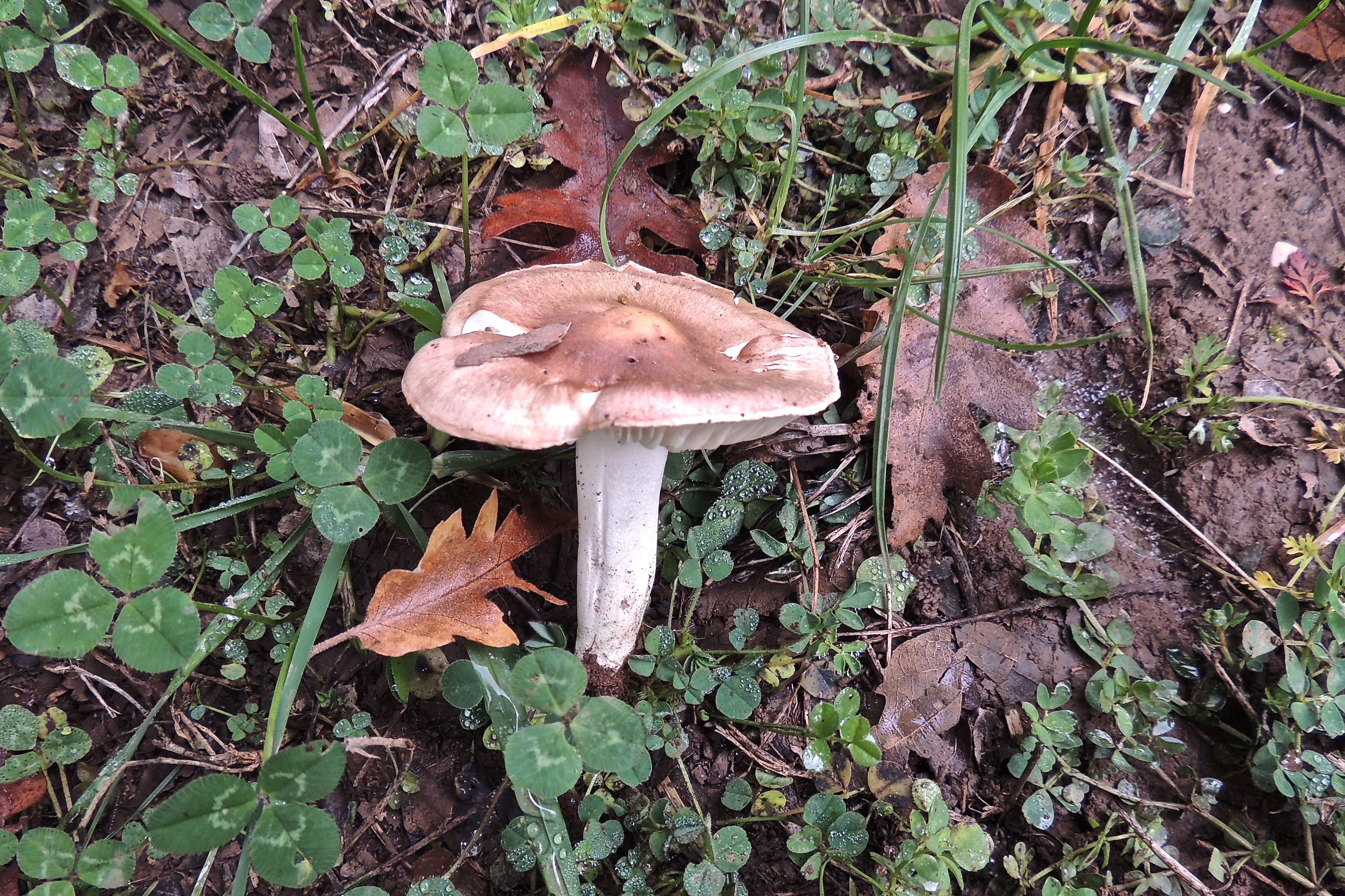
Hygrophorus arbustivus
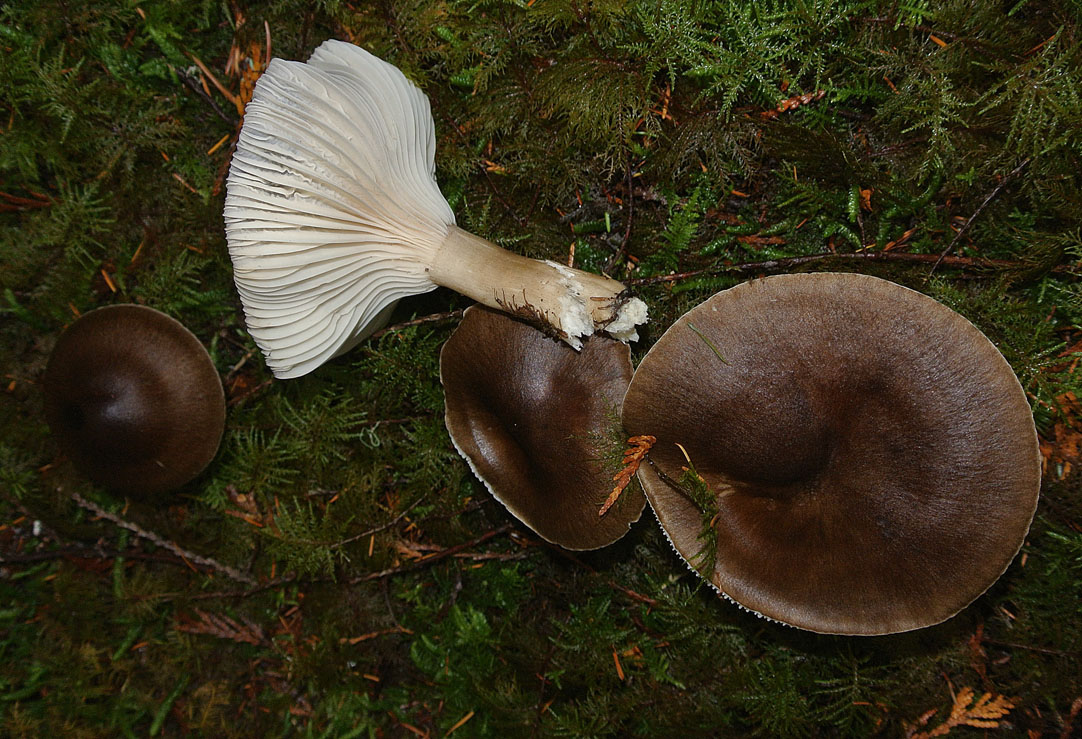
Hygrophorus camarophyllus
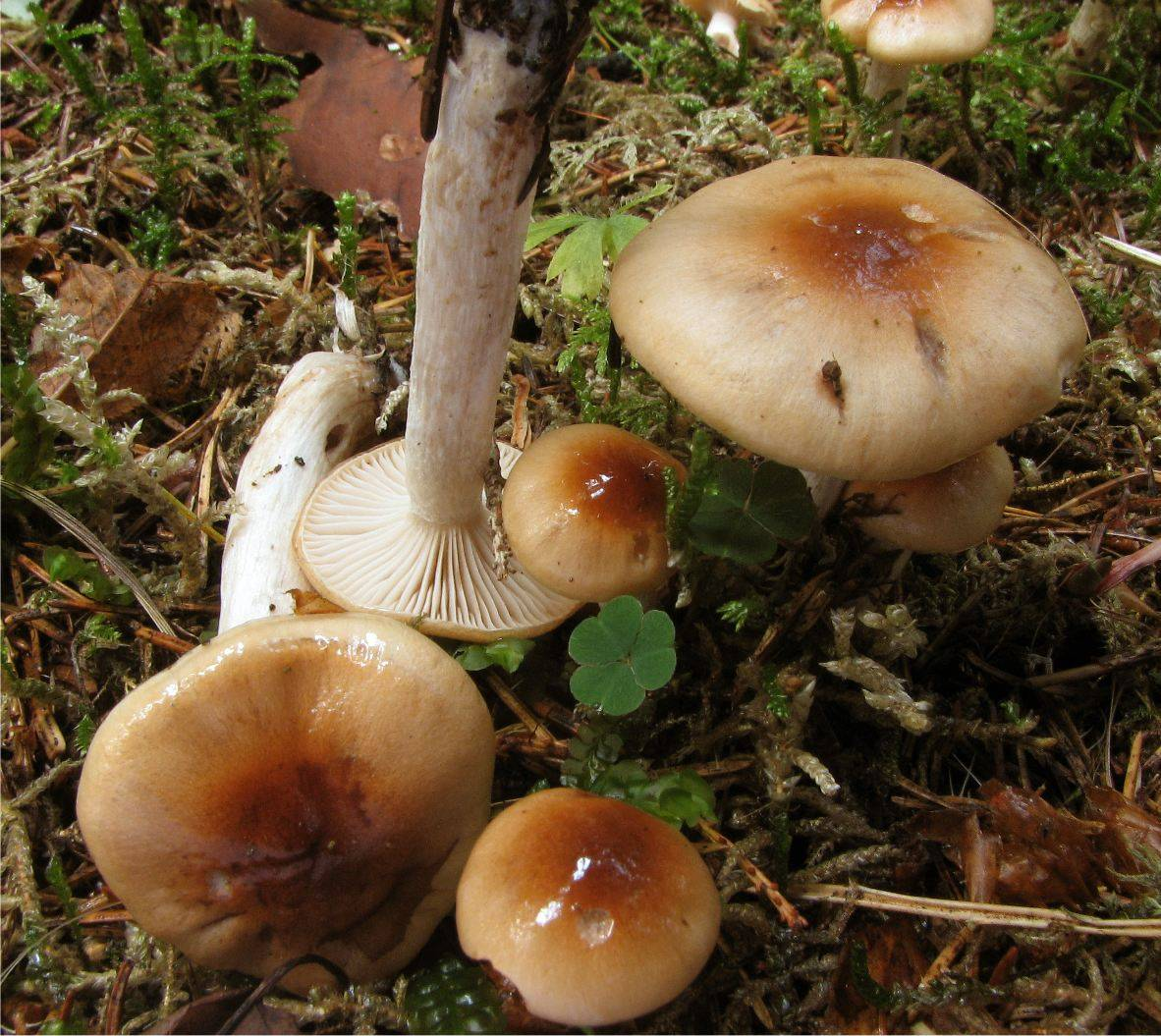
Hygrophorus discoideus
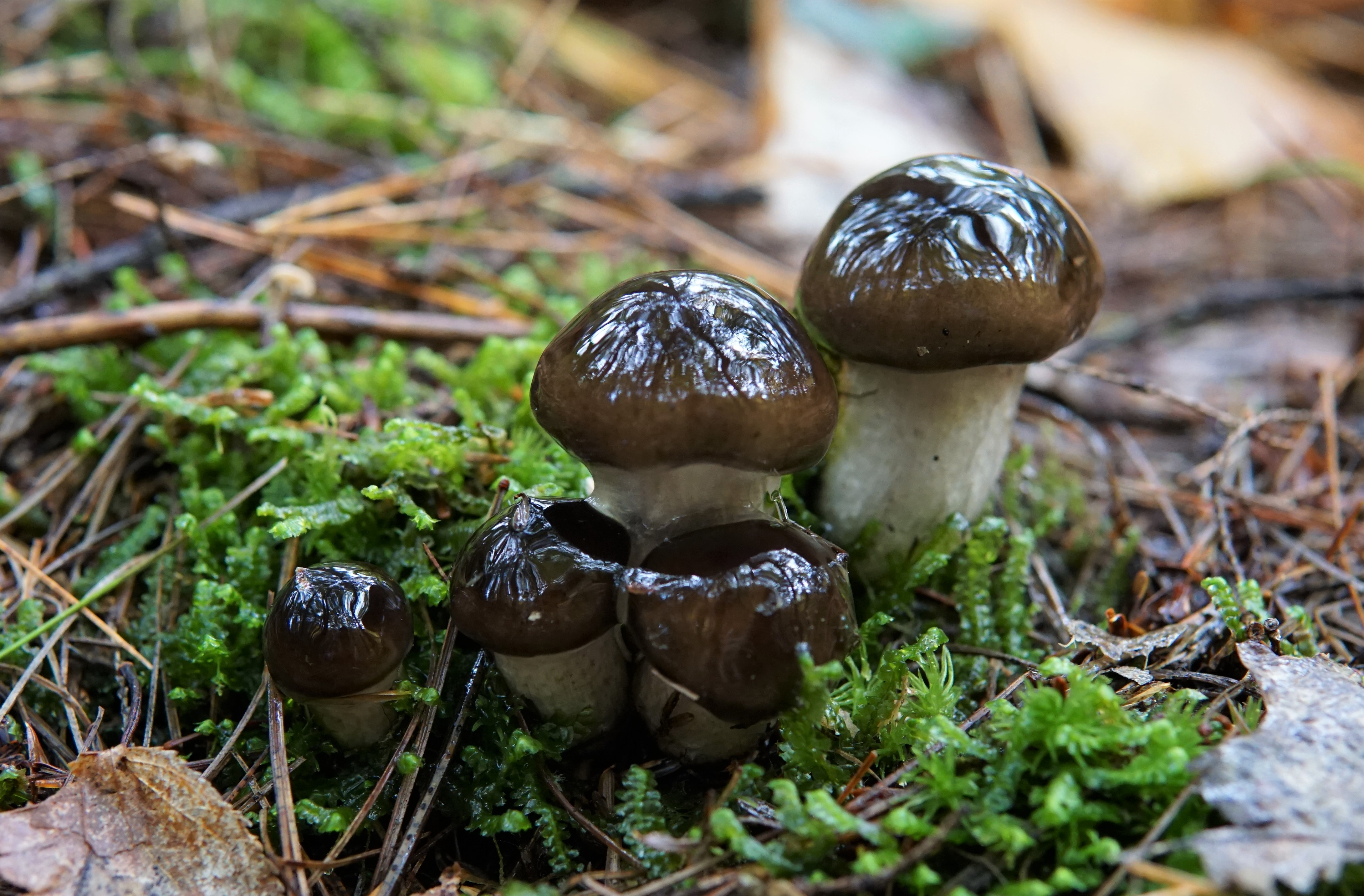
Hygrophorus fuligineus
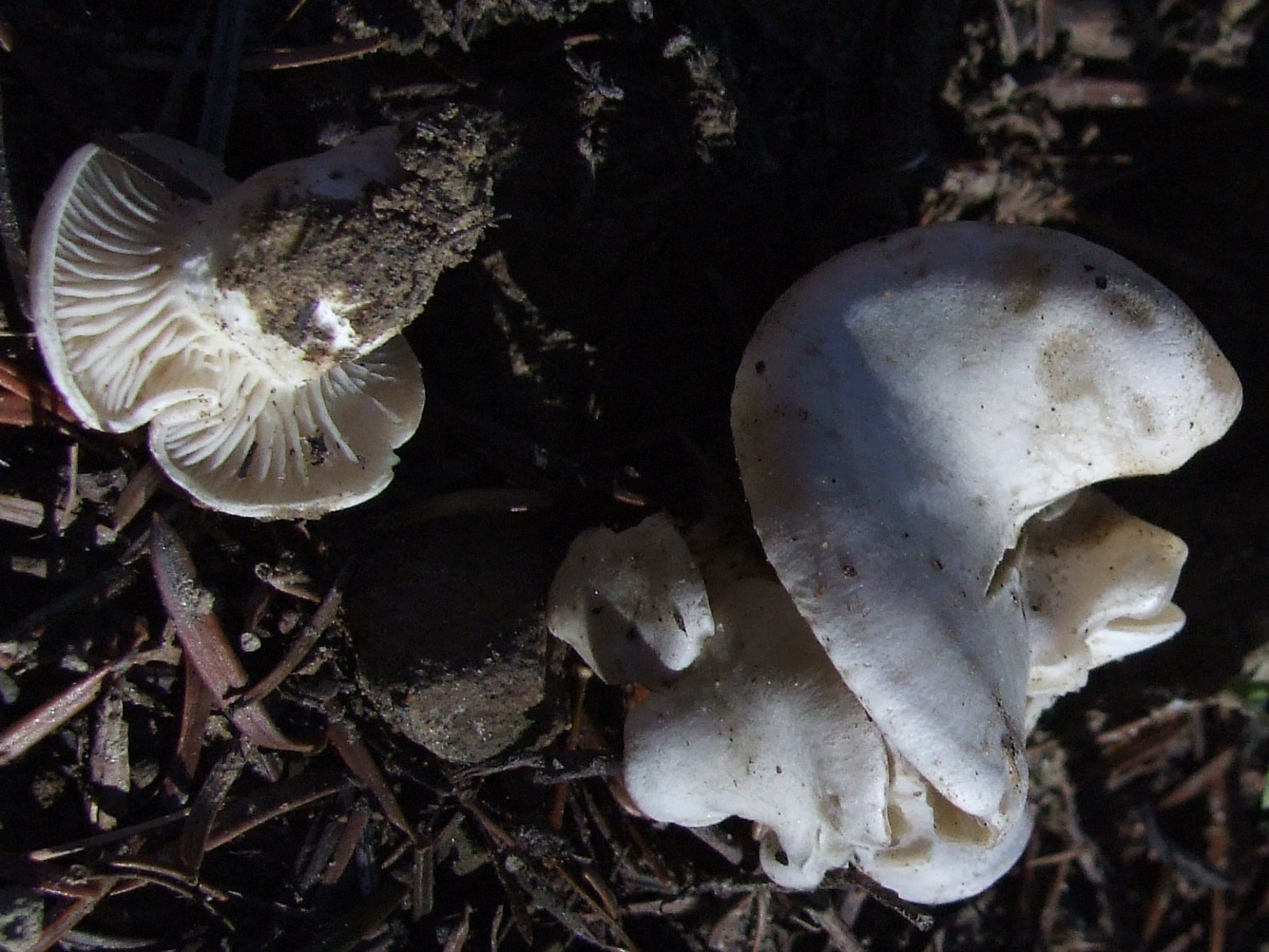
Hygrophorus gliocyclus

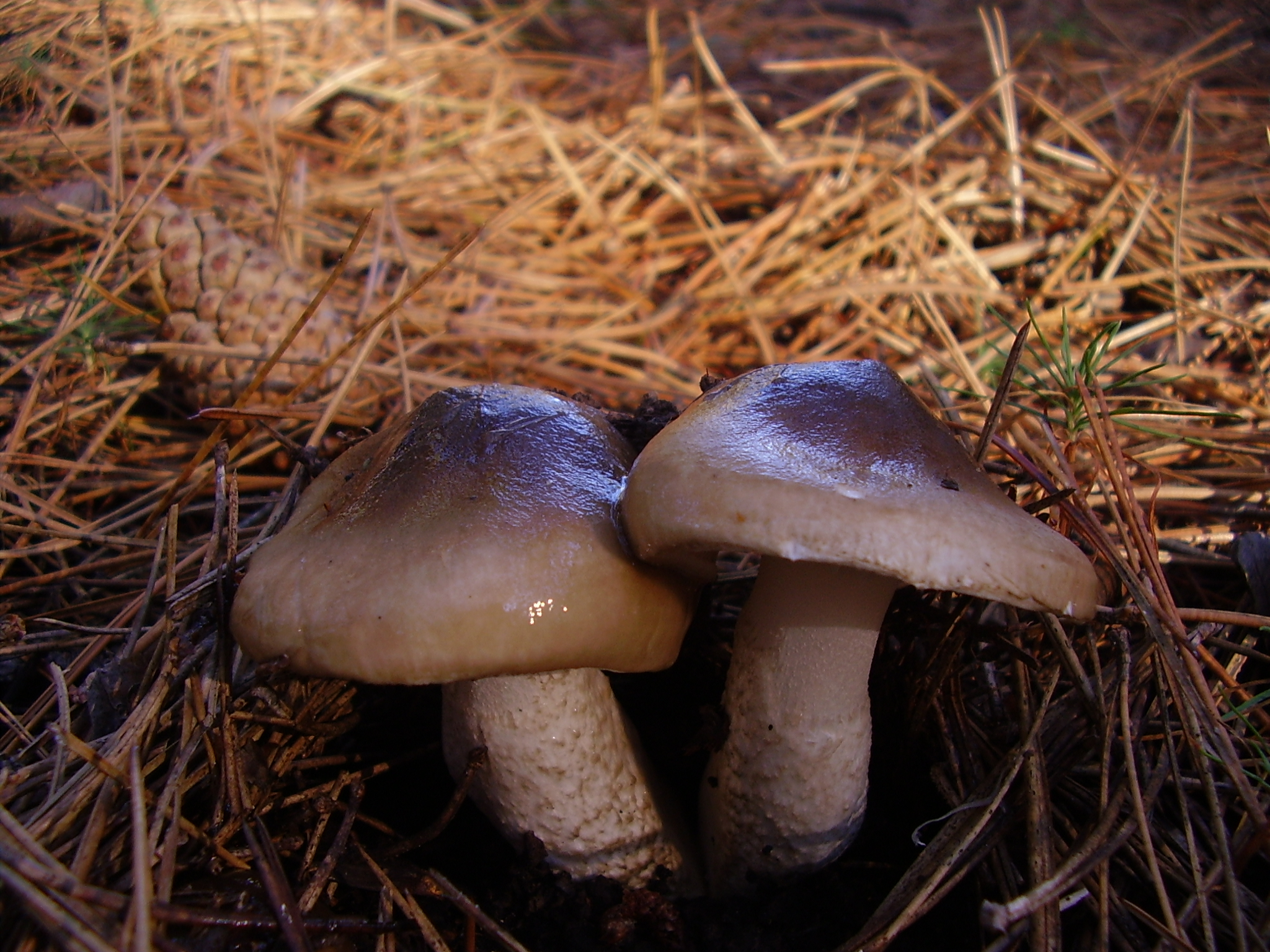
Hygophorus latitabundus
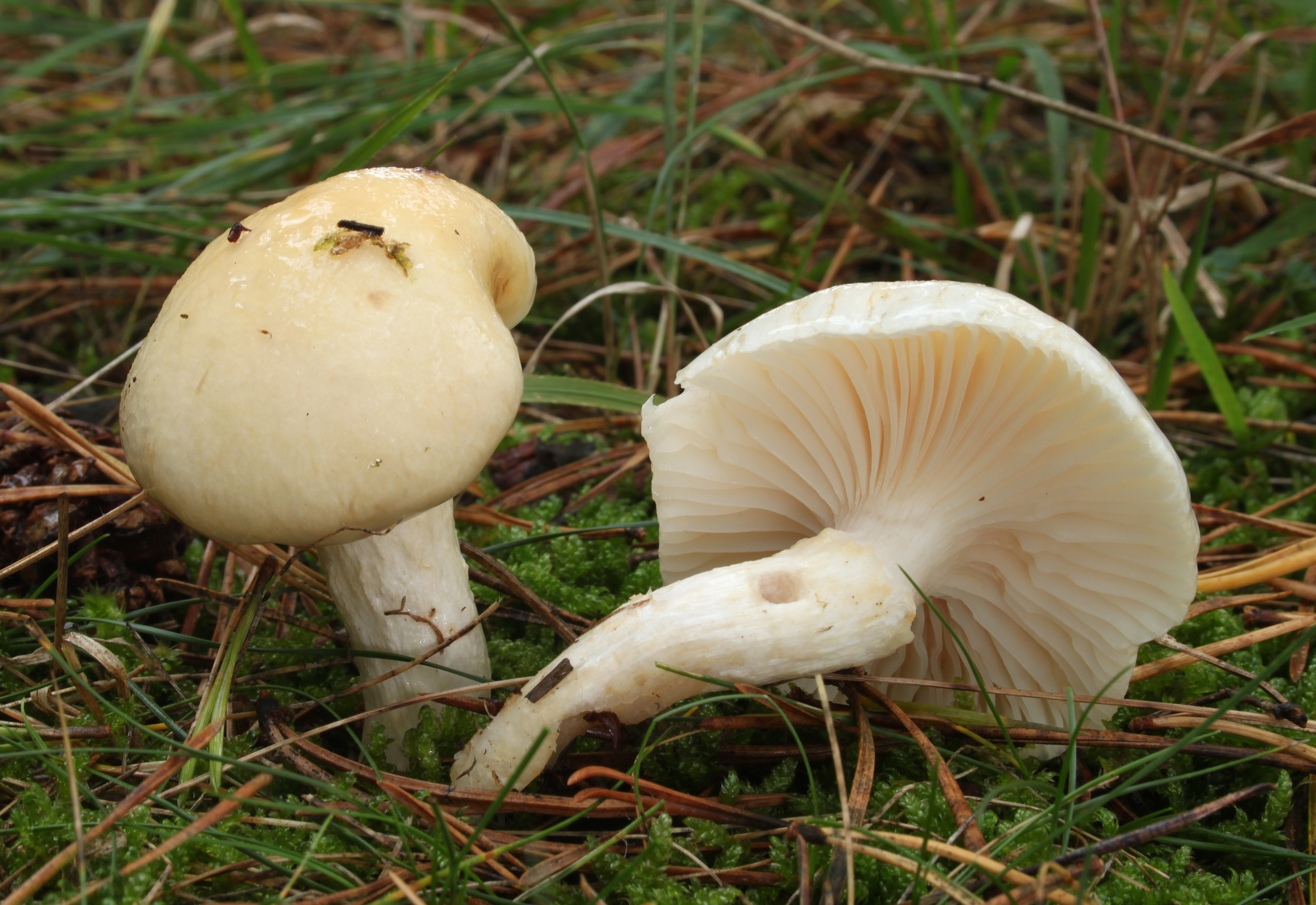
Hygrophorus ligatus
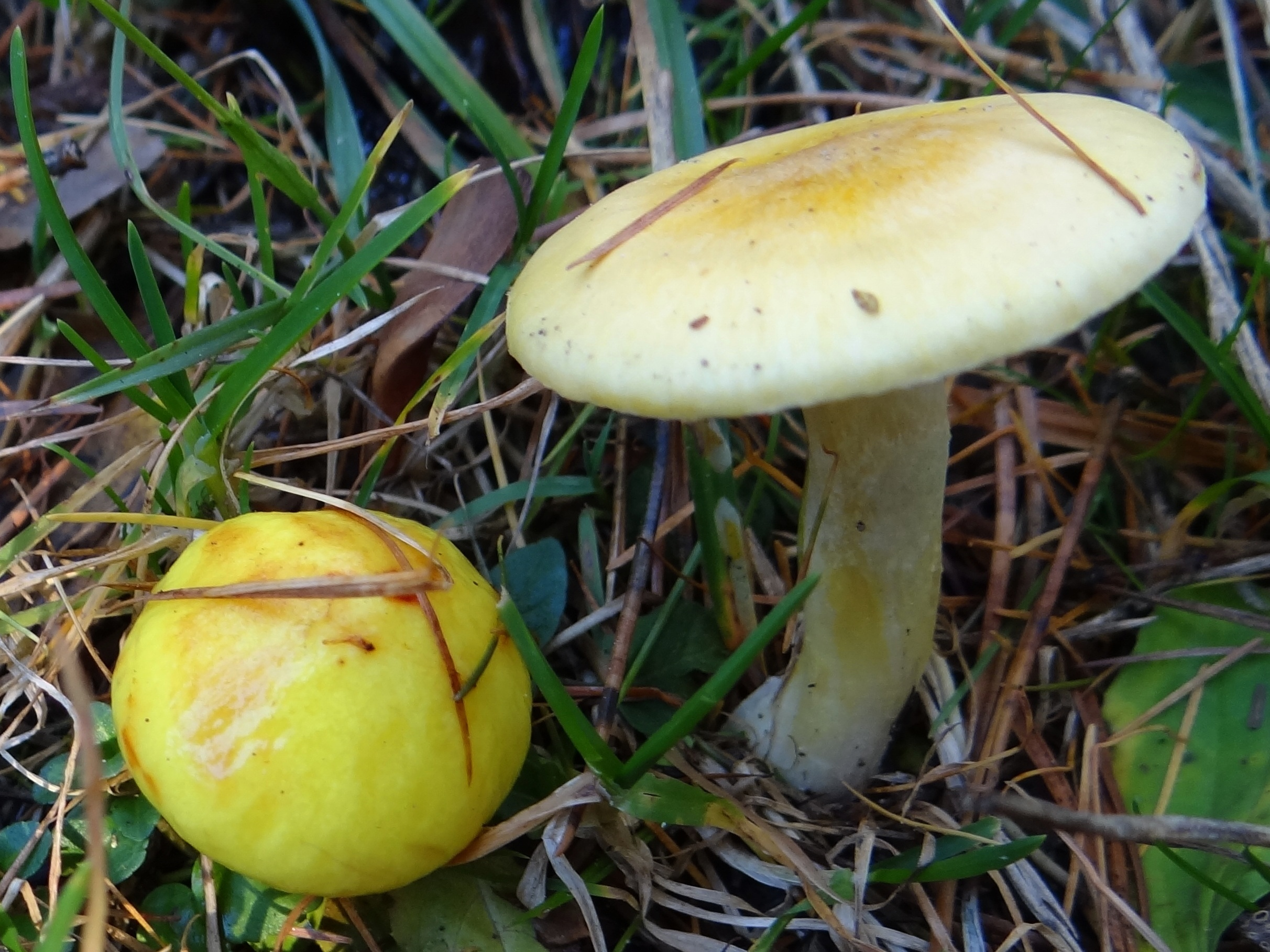
Hygrophorus lucorum
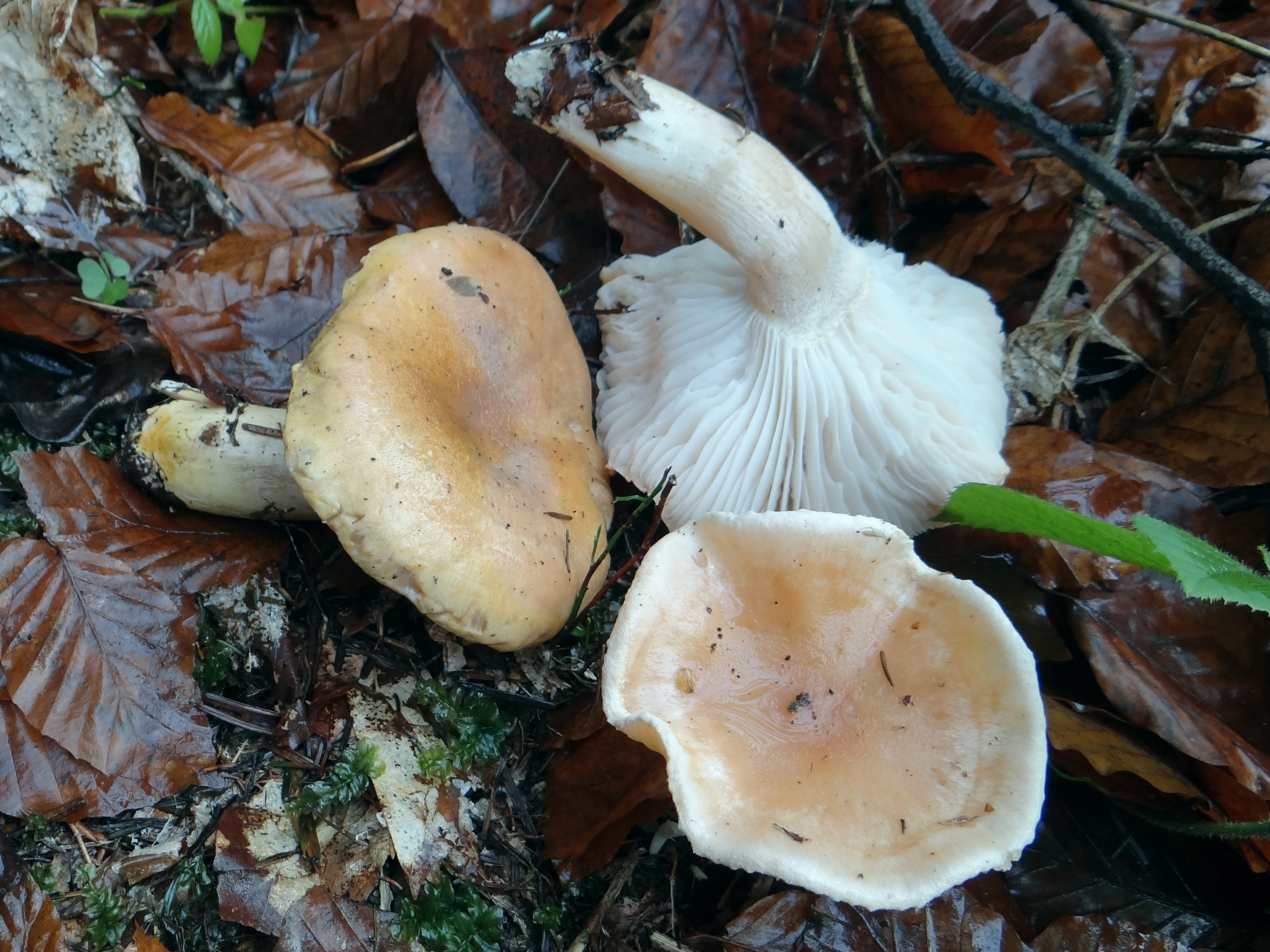
Hygrophorus nemoreus
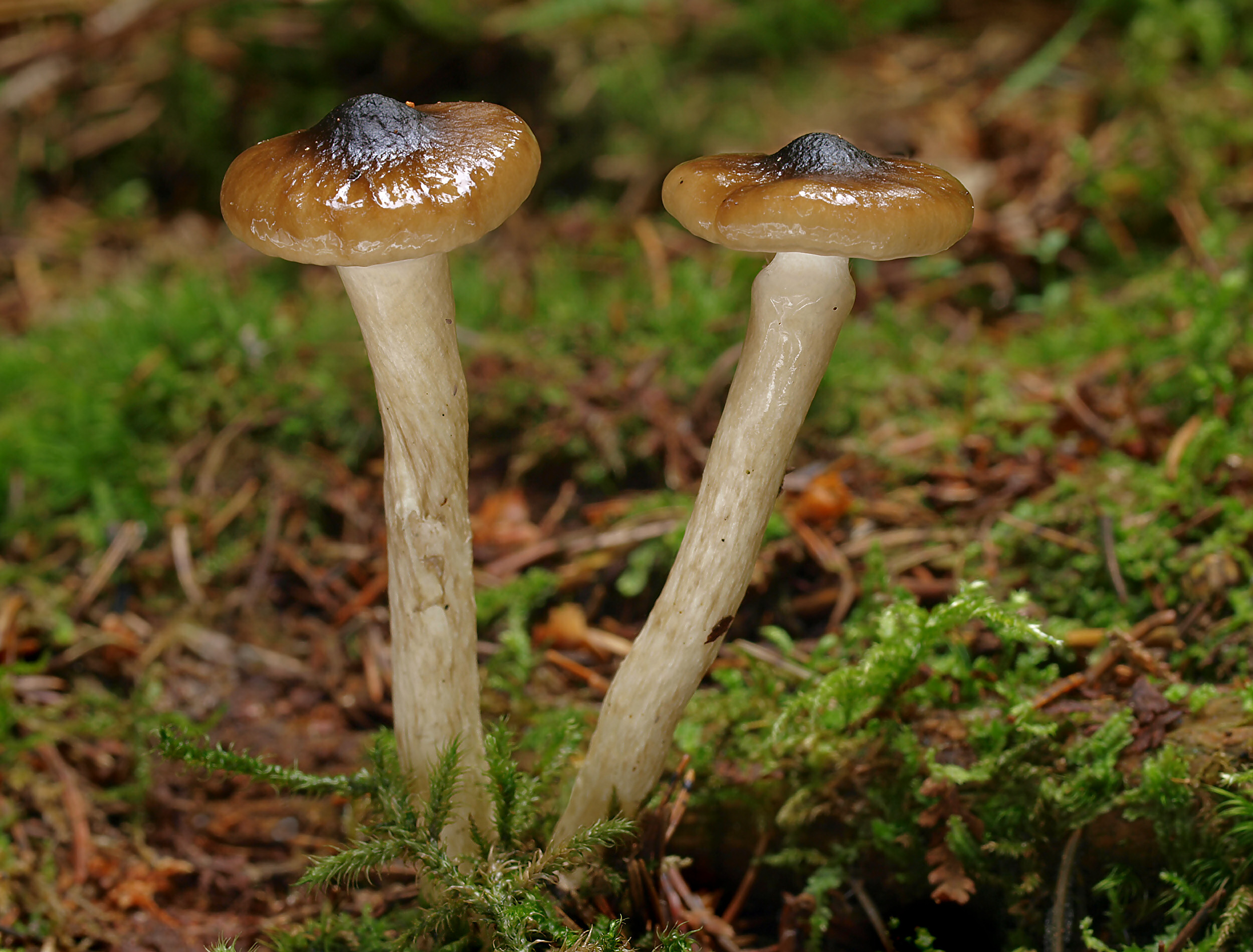
Hygrophorus olivaceoalbus

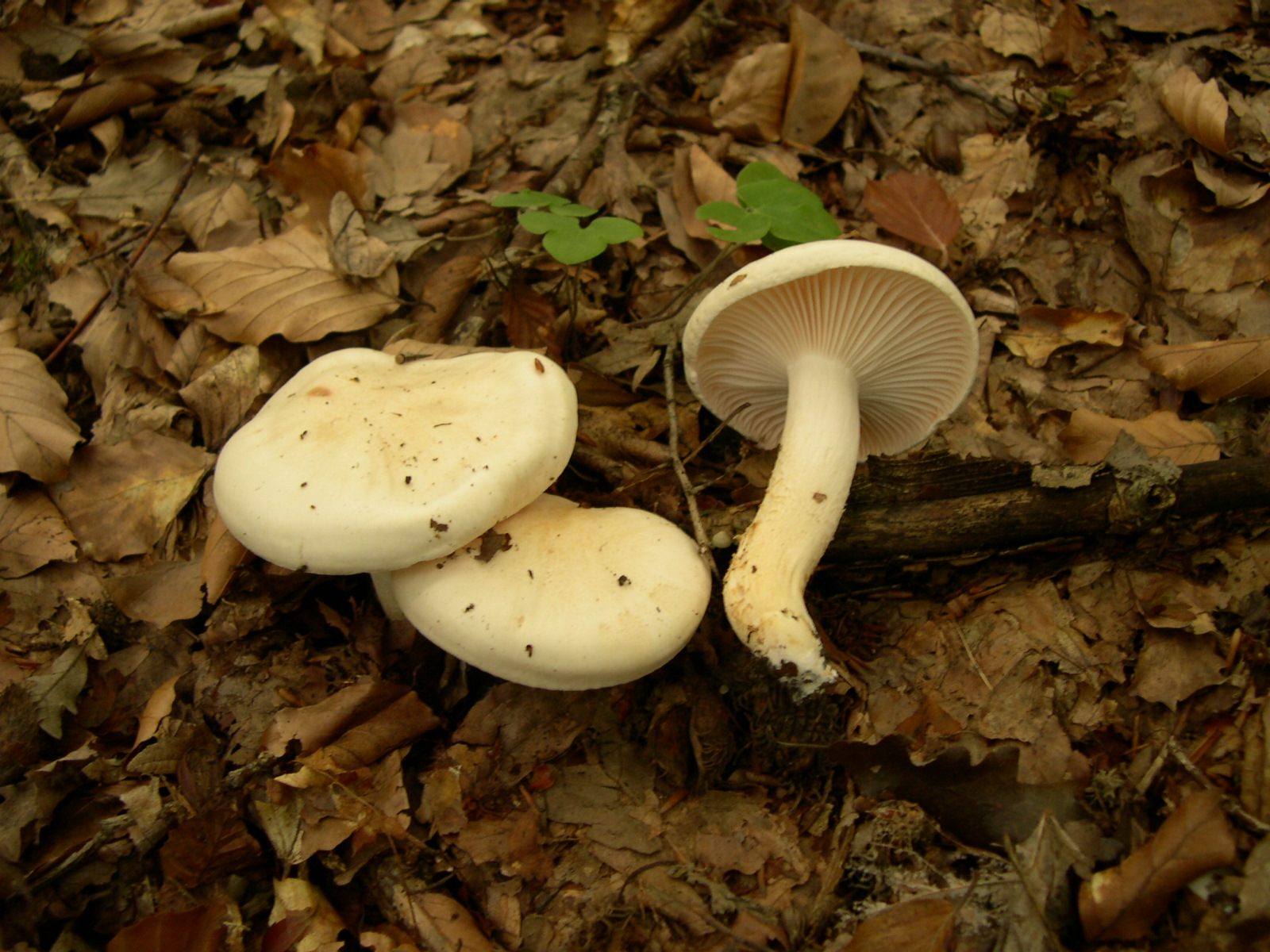
Hygrophorus penarius
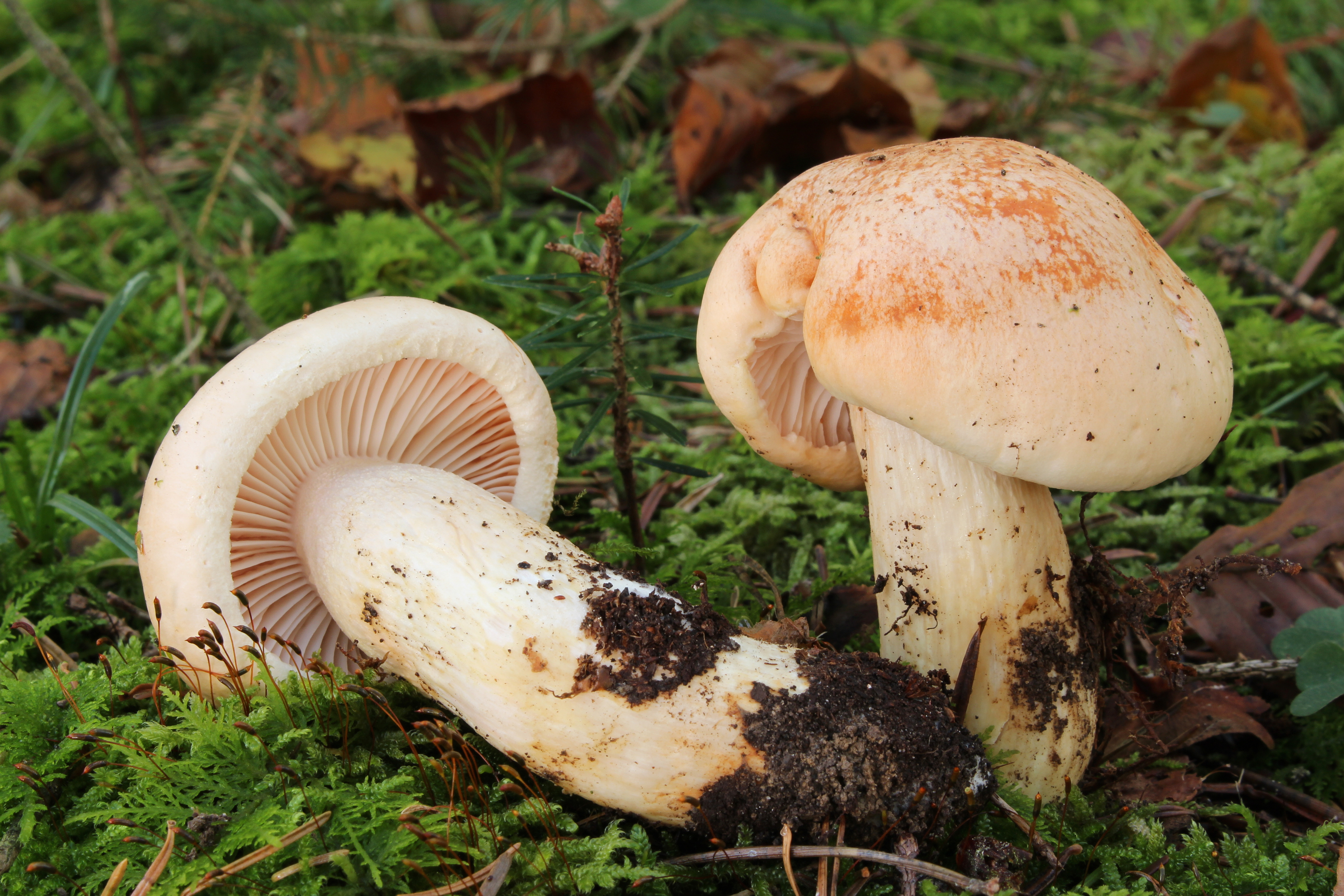
Hygrophorus pudorinus
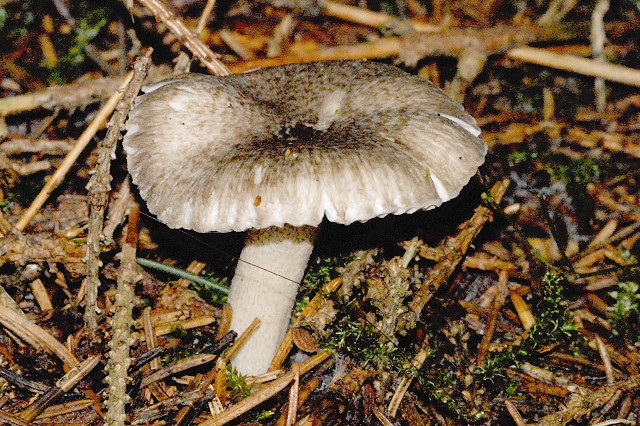
Hygrophorus pustulatus
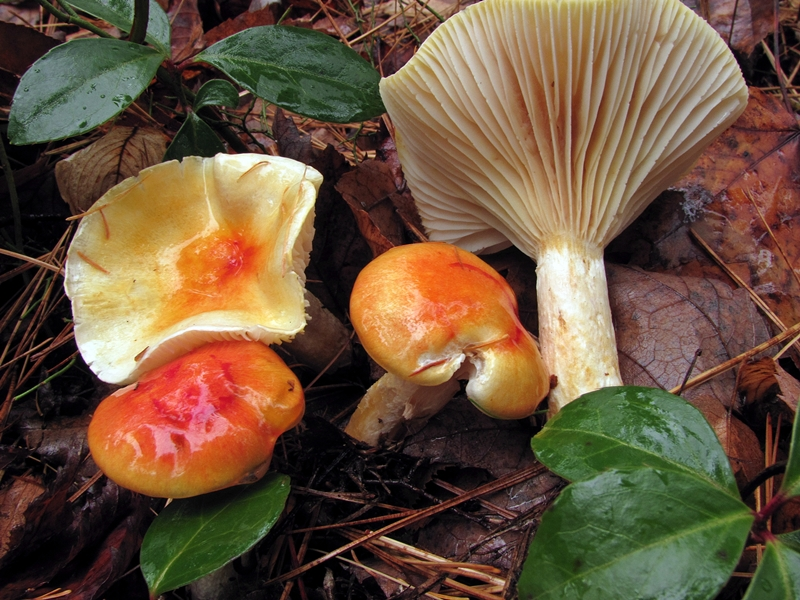
Hygrophorus speciosus
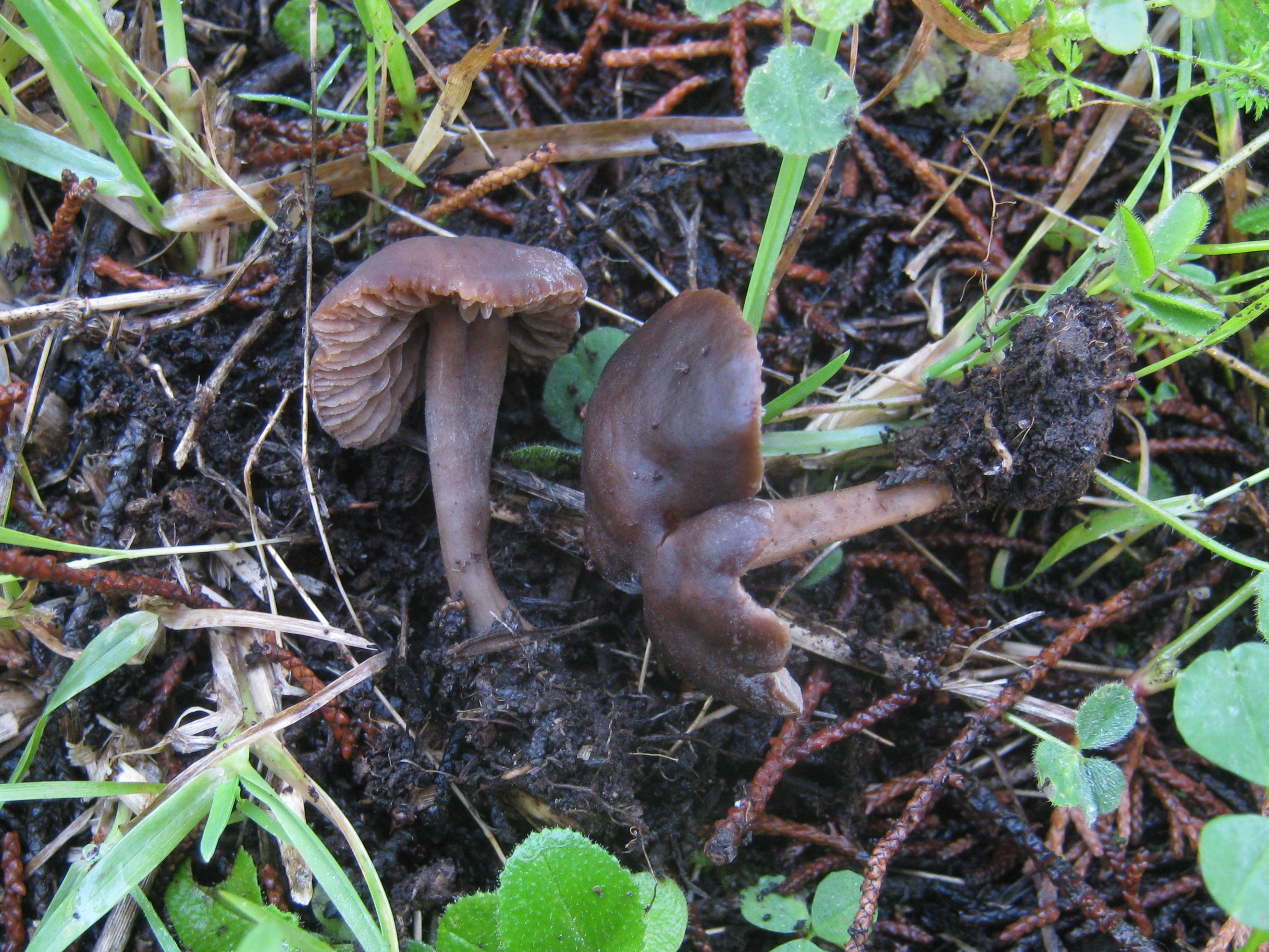
!Neohygrocybe ovina sin. Hygrocybe ovina!

## Valorificare
Hygrophorus hypothejus  este o specie aromatică și gustoasă care se potrivește în bucătărie nu numai ca adăugare la o mâncare de alte ciuperci. Mucilagiul posibil dispare complet la prăjire în tigaie. Ea poate fi consumată chiar și crud ca o ciupercă de salată. În Elveția poate fi vândută la piață.